# تنترج الدم
الأزوتيمية أو الآزوتيميا أو تنترج الدم (بالإنجليزية: Azotemia)‏ هي حالة طبية تتميز بوجود معدلات عالية من مركبات النيتروجين مثل اليوريا والكرياتينين والمركبات الأخرى الغنية بالنيتروجين في الدم.

## الأنواع
1. أسباب قبل كلوية
2. أسباب كلوية
3. أسباب بعد كلوية

## الأعراض والعلامات
- الإجهاد
- شحوب الجلد
- زيادة معدل نبض القلب